# Сан-Карло-аль-Корсо (титулярная церковь)
Титулярная церковь Сан-Карло-аль-Корсо (лат. Titulus Sancti Caroli ad Cursums) — упразднённая древняя титулярная церковь, учрежденная Папой Урбаном VIII на консистории от 6 октября 1627 года и взамен титулярной церкви Сан-Карло-аи-Катинари. Затем эта титулярная церковь была упразднена самим Урбаном VIII 5 сентября 1639 года в связи с неиспользованием. Титулярная церковь принадлежала базилике Санти-Амброджо-э-Карло-аль-Корсо, расположенной в районе Рима Кампо-Марцио, на виа дель Корсо. С 1967 года этой же базилике дан ранг титулярной церкви Санти-Амброджо-э-Карло.

## Список кардиналов-священников титулярной церкви Сан-Карло-аль-Корсо
- Дезидерио Скальа, O.P. — (6 октября 1627 — 21 августа 1639, до смерти).